# Francesc Armengol i Burgués
Francesc Armengol Burgués (Barcelona, 1878 – 1940) fou jugador i directiu d'escacs.
Soci des de 1923 del Club d'Escacs Barcelona, del qual va arribar a ser vicepresident, també va ser president del Comitè de Propaganda de la Federació Espanyola d'Escacs i com a tal va participar en l'organització del Torneig Internacional de Barcelona de 1929, en el qual va ser l'ideòleg i l'impulsor de l'obertura catalana que va crear el polonès Savielly Tartakower. Va presidir la Federació Catalana d'Escacs durant poc més de vuit mesos, entre el 27 de gener i l'1 de setembre de 1934, sota la seva presidència es va disputar el mes de maig de 1934, el Torneig Internacional de Sitges. Després de deixar el càrrec, el 1935 va escriure el llibre El Club d'Escacs Barcelona vist per mi, que recollia la història d'aquest club i de l'inici dels escacs a Catalunya, i el 1940 va tornar a la Federació Catalana com a vicepresident. També va ser periodista i va treballar com a redactor en el ''Diari de Sabadell'', en el qual signava els seus articles amb el pseudònim de Rubek, i va ser col·laborador, entre d'altres, dels diaris La Nao i ''L'Opinió''.